# Route nationale 461
Die N461 war von 1933 bis 1973 eine französische Nationalstraße, die zwischen der N70 am Ortsrand von Arc-sur-Tille (östlich von Dijon) und der Schweizer Grenze verlief, wo sie Fortsetzung in der Hauptstrasse 11 (heute Hauptstrasse 20) fand. Zwischen den zwei Teilen befand sich eine größere Distanz. Die Gesamtlänge betrug 86 Kilometer. Von der Abstufung 1973 ausgenommen war das Stück zwischen Petite Saône und Etalans, welches 1978 Teil der neuen Führung der N57 wurde. Dieses ist als Schnellstraße ausgebaut und umgeht die Orte.